# Bufo sclerocephalus
Bufo sclerocephalus là một loài cóc thuộc họ Bufonidae.
Đây là loài đặc hữu của Venezuela. Môi trường sống tự nhiên của chúng là vùng núi ẩm nhiệt đới hoặc cận nhiệt đới và sông ngòi.
Chúng hiện đang bị đe dọa vì mất nơi sống.